# 파푸아뉴기니의 동남아시아 국가 연합 가입

동남아시아 국가 연합 및 파푸아뉴기니

파푸아뉴기니의 국기

파푸아뉴기니의 동남아시아 국가 연합 가입 가능성은 현재 논의 중이다.

## 배경
1987년 일찍이, 파푸아뉴기니가 태평양 제도 포럼(PIF) 회원국이라는 점은 동남아시아 국가 연합 가입에 장애물로 여겨졌다. 2009년, 파푸아뉴기니는 동남아시아 국가 연합 가입을 위해 필리핀에 지원을 요청했으나, 선거 기간이었던 탓에 공식적인 답변은 없었다. 파푸아뉴기니가 접촉하여 지지했던 필리핀의 보수 여당은 2010년 필리핀 총선에서 훨씬 진보적인 행정부에 크게 패배했다.
인도네시아는 파푸아뉴기니의 회원국 자격을 지지하는 유일한 동남아시아 국가 연합 회원국이다. 싱가포르, 말레이시아 및 브루나이는 파푸아뉴기니의 경제 상황에 불만을 표하며 동남아시아 국가 연합 가입을 막았다. 라오스와 미얀마는 파푸아뉴기니의 동남아시아 국가 연합 가입 신청에 대한 공식 입장이 없다.
파푸아뉴기니는 1976년부터 동남아시아 국가 연합의 옵서버 자격을 유지해왔다. 파푸아뉴기니가 동남아시아 국가 연합 회원국들에게 자국의 가입으로 얻을 수 있는 이점으로 언급한 것에는 석유 및 가스, 광업, 해산물과 같은 파푸아뉴기니의 주요 산업 활용이 포함될 수 있다. 2015년, 파푸아뉴기니는 동남아시아 국가 연합 관련 문제를 해결하기 위해 특별 대사를 임명하여 동남아시아 국가 연합 정식 회원국 가입을 추진하려는 의지를 보여주었다. 파푸아뉴기니는 또한 통합을 준비하기 위한 필요한 조치들을 취하고 있다.

## 쟁점
폭력 범죄, 정치적 불안정, 열악한 인프라, 차별적 법률, 미숙련 노동력은 파푸아뉴기니의 동남아시아 국가 연합 가입을 막는 장애물이다. 또한, 동티모르와 달리 파푸아뉴기니는 동남아시아 식민지를 지배했던 식민 정부의 직접적인 통치를 받지 않았기 때문에 문화적, 지리적으로 동쪽의 태평양 제도 국가들과 더 가깝고, 역사적, 재정적으로 남쪽의 오스트레일리아와 더 밀접하게 연관되어 있다는 사실도 그러하다. 파푸아뉴기니는 독립할 때까지 독일의 부분적인 통치를 받은 후 오스트레일리아의 통치를 받았다(1800년대에는 영국의 임시 통치도 있었다). 이는 인도네시아의 점령을 받아 일반적으로 동남아시아의 일부로 간주되는 동티모르와 대조적이다.

## 같이 보기
- 동티모르의 동남아시아 국가 연합 가입
- 스리랑카의 동남아시아 국가 연합 가입
- 동남아시아 국가 연합의 확대

## 추가 자료
- P.A.S. Dahanayake; Ephraim Makis (September 1987). “Papua New Guinea's Prospects in ASEAN An Appraisal” (PDF). Institute of Applied Social and Economic Research.